# 史家镇
史家镇，是中华人民共和国四川省内江市市中区下辖的一个乡镇级行政单位。2019年12月，撤销龚家镇，将其所属行政区域划归史家镇管辖。

## 行政区划
史家镇下辖以下地区：
史家街社区、方田村、四美桥村、石梯村、牛桥村、干田湾村、吊钟村和平桥村。